# Bèlgica a la Copa del Món de futbol
Aquest és el registre dels resultats de Bèlgica a la Copa del Món de Futbol. Bèlgica no ha estat mai campiona del món, però ha estat semifinalista en dues ocasions: 1986 i 2018.

## Resum d'actuacions
Campions      Finalistes      Tercers      Quarts
| Historial a la Copa del Món | Historial a la Copa del Món | Historial a la Copa del Món | Historial a la Copa del Món | Historial a la Copa del Món | Historial a la Copa del Món | Historial a la Copa del Món | Historial a la Copa del Món | Historial a la Copa del Món |
| Edició                      | Ronda                       | Posició                     | PJ                          | PG                          | PE                          | PP                          | GF                          | GC                          |
| --------------------------- | --------------------------- | --------------------------- | --------------------------- | --------------------------- | --------------------------- | --------------------------- | --------------------------- | --------------------------- |
| 1930                        | Primera fase                | 11s                         | 2                           | 0                           | 0                           | 2                           | 0                           | 4                           |
| 1934                        | Primera fase                | 15s                         | 1                           | 0                           | 0                           | 1                           | 2                           | 5                           |
| 1938                        | Primera fase                | 13s                         | 1                           | 0                           | 0                           | 1                           | 1                           | 3                           |
| 1950                        | Es retirà                   | Es retirà                   | Es retirà                   | Es retirà                   | Es retirà                   | Es retirà                   | Es retirà                   | Es retirà                   |
| 1954                        | Primera fase                | 12s                         | 2                           | 0                           | 1                           | 1                           | 5                           | 8                           |
| 1958                        | No es classificà            | No es classificà            | No es classificà            | No es classificà            | No es classificà            | No es classificà            | No es classificà            | No es classificà            |
| 1962                        | No es classificà            | No es classificà            | No es classificà            | No es classificà            | No es classificà            | No es classificà            | No es classificà            | No es classificà            |
| 1966                        | No es classificà            | No es classificà            | No es classificà            | No es classificà            | No es classificà            | No es classificà            | No es classificà            | No es classificà            |
| 1970                        | Primera fase                | 10s                         | 3                           | 1                           | 0                           | 2                           | 4                           | 5                           |
| 1974                        | No es classificà            | No es classificà            | No es classificà            | No es classificà            | No es classificà            | No es classificà            | No es classificà            | No es classificà            |
| 1978                        | No es classificà            | No es classificà            | No es classificà            | No es classificà            | No es classificà            | No es classificà            | No es classificà            | No es classificà            |
| 1982                        | Segona fase                 | 10s                         | 5                           | 2                           | 1                           | 2                           | 3                           | 5                           |
| 1986                        | Quart lloc                  | 4s                          | 7                           | 2                           | 2                           | 3                           | 12                          | 15                          |
| 1990                        | Vuitens de final            | 11s                         | 4                           | 2                           | 0                           | 2                           | 6                           | 4                           |
| 1994                        | Vuitens de final            | 11s                         | 4                           | 2                           | 0                           | 2                           | 4                           | 4                           |
| 1998                        | Primera fase                | 19s                         | 3                           | 0                           | 3                           | 0                           | 3                           | 3                           |
| 2002                        | Vuitens de final            | 14s                         | 4                           | 1                           | 2                           | 1                           | 6                           | 7                           |
| 2006                        | No es classificà            | No es classificà            | No es classificà            | No es classificà            | No es classificà            | No es classificà            | No es classificà            | No es classificà            |
| 2010                        | No es classificà            | No es classificà            | No es classificà            | No es classificà            | No es classificà            | No es classificà            | No es classificà            | No es classificà            |
| 2014                        | Quarts de final             | 6s                          | 5                           | 4                           | 0                           | 1                           | 6                           | 3                           |
| 2018                        | Tercer lloc                 | 3s                          | 7                           | 6                           | 0                           | 1                           | 16                          | 6                           |
| 2022                        | Primera fase                | 23s                         | 3                           | 1                           | 1                           | 1                           | 1                           | 2                           |
| 2026                        | Pendent                     | Pendent                     | Pendent                     | Pendent                     | Pendent                     | Pendent                     | Pendent                     | Pendent                     |
| 2030                        | Pendent                     | Pendent                     | Pendent                     | Pendent                     | Pendent                     | Pendent                     | Pendent                     | Pendent                     |
| 2034                        | Pendent                     | Pendent                     | Pendent                     | Pendent                     | Pendent                     | Pendent                     | Pendent                     | Pendent                     |
| Total                       | Tercer lloc                 | Tercer lloc                 | 51                          | 21                          | 10                          | 20                          | 69                          | 74                          |

## Uruguai 1930

### Primera fase: Grup 4
| Pos | Equip        | PJ | PG | PE | PP | GF | GC | DG | Pts | Classificació       |
| --- | ------------ | -- | -- | -- | -- | -- | -- | -- | --- | ------------------- |
| 1   | Estats Units | 2  | 2  | 0  | 0  | 6  | 0  | +6 | 4   | Avança a semifinals |
| 2   | Paraguai     | 2  | 1  | 0  | 1  | 1  | 3  | −2 | 2   |                     |
| 3   | Bèlgica      | 2  | 0  | 0  | 2  | 0  | 4  | −4 | 0   |                     |

| Estats Units                            | 3–0     | Bèlgica |
| --------------------------------------- | ------- | ------- |
| McGhee 23' · Florie 45' · Patenaude 69' | Informe |         |

| Paraguai        | 1–0     | Bèlgica |
| --------------- | ------- | ------- |
| Vargas Peña 40' | Informe |         |

## Itàlia 1934

### Vuitens de final
| Alemanya                                           | 5–2     | Bèlgica           |
| -------------------------------------------------- | ------- | ----------------- |
| Kobierski 25' · Siffling 49' · Conen 66', 70', 87' | Informe | Voorhoof 29', 43' |

## França 1938

### Vuitens de final
| França                         | 3–1     | Bèlgica        |
| ------------------------------ | ------- | -------------- |
| Veinante 1' · Nicolas 16', 69' | Informe | Isemborghs 38' |

## Suïssa 1954

### Primera fase: Grup 4
| Pos | Equip      | PJ | PG | PE | PP | GF | GC | DG | Pts | Classificació                         |
| --- | ---------- | -- | -- | -- | -- | -- | -- | -- | --- | ------------------------------------- |
| 1   | Anglaterra | 2  | 1  | 1  | 0  | 6  | 4  | +2 | 3   | Avança a la segona fase               |
| 2   | Suïssa     | 2  | 1  | 0  | 1  | 2  | 3  | −1 | 2   | Van disputar un partit pel segon lloc |
| 3   | Itàlia     | 2  | 1  | 0  | 1  | 5  | 3  | +2 | 2   | Van disputar un partit pel segon lloc |
| 4   | Bèlgica    | 2  | 0  | 1  | 1  | 5  | 8  | −3 | 1   |                                       |

| Anglaterra                            | 4–4 (pr.) | Bèlgica                                            |
| ------------------------------------- | --------- | -------------------------------------------------- |
| Broadis 26', 63' · Lofthouse 36', 91' | Informe   | Anoul 5', 71' · Coppens 67' · Dickinson 94' (p.p.) |

| Itàlia                                                       | 4–1     | Bèlgica   |
| ------------------------------------------------------------ | ------- | --------- |
| Pandolfini 41' (p.) · Galli 48' · Frignani 58' · Lorenzi 78' | Informe | Anoul 81' |

## Mèxic 1970

### Primera fase: Grup 1
| Pos | Equip          | PJ | PG | PE | PP | GF | GC | DG | Pts | Classificació           |
| --- | -------------- | -- | -- | -- | -- | -- | -- | -- | --- | ----------------------- |
| 1   | Unió Soviètica | 3  | 2  | 1  | 0  | 6  | 1  | +5 | 5   | Avança a la segona fase |
| 2   | Mèxic          | 3  | 2  | 1  | 0  | 5  | 0  | +5 | 5   | Avança a la segona fase |
| 3   | Bèlgica        | 3  | 1  | 0  | 2  | 4  | 5  | −1 | 2   |                         |
| 4   | El Salvador    | 3  | 0  | 0  | 3  | 0  | 9  | −9 | 0   |                         |

| Bèlgica                              | 3–0     | El Salvador |
| ------------------------------------ | ------- | ----------- |
| Van Moer 12', 54' · Lambert 76' (p.) | Informe |             |

| Unió Soviètica                                      | 4–1     | Bèlgica     |
| --------------------------------------------------- | ------- | ----------- |
| Bixovets 14', 63' · Assatiani 57' · Khmelnitski 76' | Informe | Lambert 86' |

| Mèxic         | 1–0     | Bèlgica |
| ------------- | ------- | ------- |
| Peña 14' (p.) | Informe |         |

## Espanya 1982

### Primera fase: Grup 3
| Pos | Equip       | PJ | PG | PE | PP | GF | GC | DG  | Pts | Classificació           |
| --- | ----------- | -- | -- | -- | -- | -- | -- | --- | --- | ----------------------- |
| 1   | Bèlgica     | 3  | 2  | 1  | 0  | 3  | 1  | +2  | 5   | Avança a la segona fase |
| 2   | Argentina   | 3  | 2  | 0  | 1  | 6  | 2  | +4  | 4   | Avança a la segona fase |
| 3   | Hongria     | 3  | 1  | 1  | 1  | 12 | 6  | +6  | 3   |                         |
| 4   | El Salvador | 3  | 0  | 0  | 3  | 1  | 13 | −12 | 0   |                         |

| Argentina | 0–1     | Bèlgica         |
| --------- | ------- | --------------- |
|           | Informe | Vandenbergh 62' |

| Bèlgica   | 1–0     | El Salvador |
| --------- | ------- | ----------- |
| Coeck 19' | Informe |             |

| Bèlgica           | 1–1     | Hongria   |
| ----------------- | ------- | --------- |
| Czerniatynski 76' | Informe | Varga 27' |

### Segona fase: Grup A
| Pos | Equip          | PJ | PG | PE | PP | GF | GC | DG | Pts | Classificació          |
| --- | -------------- | -- | -- | -- | -- | -- | -- | -- | --- | ---------------------- |
| 1   | Polònia        | 2  | 1  | 1  | 0  | 3  | 0  | +3 | 3   | Avança a la fase final |
| 2   | Unió Soviètica | 2  | 1  | 1  | 0  | 1  | 0  | +1 | 3   |                        |
| 3   | Bèlgica        | 2  | 0  | 0  | 2  | 0  | 4  | −4 | 0   |                        |

| Polònia             | 3–0     | Bèlgica |
| ------------------- | ------- | ------- |
| Boniek 4', 26', 53' | Informe |         |

| Bèlgica | 0–1     | Unió Soviètica |
| ------- | ------- | -------------- |
|         | Informe | Oganesian 48'  |

## Mèxic 1986

### Primera fase: Grup B
| Pos | Equip     | PJ | PG | PE | PP | GF | GC | DG | Pts | Classificació                      |
| --- | --------- | -- | -- | -- | -- | -- | -- | -- | --- | ---------------------------------- |
| 1   | Mèxic (H) | 3  | 2  | 1  | 0  | 4  | 2  | +2 | 5   | Avança a la fase final             |
| 2   | Paraguai  | 3  | 1  | 2  | 0  | 4  | 3  | +1 | 4   | Avança a la fase final             |
| 3   | Bèlgica   | 3  | 1  | 1  | 1  | 5  | 5  | 0  | 3   | Opta a una plaça per la fase final |
| 4   | Iraq      | 3  | 0  | 0  | 3  | 1  | 4  | −3 | 0   |                                    |

| Bèlgica         | 1–2     | Mèxic                      |
| --------------- | ------- | -------------------------- |
| Vandenbergh 45' | Informe | Quirarte 23' · Sánchez 39' |

| Iraq      | 1–2     | Bèlgica                      |
| --------- | ------- | ---------------------------- |
| Radhi 59' | Informe | Scifo 16' · Claesen 21' (p.) |

| Paraguai         | 2–2     | Bèlgica                    |
| ---------------- | ------- | -------------------------- |
| Cabañas 50', 76' | Informe | Vercauteren 30' · Veyt 59' |

#### Tria dels millors tercers
| Pos | Equip            | PJ | PG | PE | PP | GF | GC | DG | Pts | Classificació          |
| --- | ---------------- | -- | -- | -- | -- | -- | -- | -- | --- | ---------------------- |
| 1   | Bèlgica          | 3  | 1  | 1  | 1  | 5  | 5  | 0  | 3   | Avança a la fase final |
| 2   | Polònia          | 3  | 1  | 1  | 1  | 1  | 3  | −2 | 3   | Avança a la fase final |
| 3   | Bulgària         | 3  | 0  | 2  | 1  | 2  | 4  | −2 | 2   | Avança a la fase final |
| 4   | Uruguai          | 3  | 0  | 2  | 1  | 2  | 7  | −5 | 2   | Avança a la fase final |
| 5   | Hongria          | 3  | 1  | 0  | 2  | 2  | 9  | −7 | 2   |                        |
| 6   | Irlanda del Nord | 3  | 0  | 1  | 2  | 2  | 6  | −4 | 1   |                        |

### Segona fase

#### Vuitens de final
| Unió Soviètica              | 3–4 (pr.) | Bèlgica                                               |
| --------------------------- | --------- | ----------------------------------------------------- |
| Belanov 27', 70', 111' (p.) | Informe   | Scifo 56' · Ceulemans 77' · Demol 102' · Claesen 110' |

#### Quarts de final
| Espanya                                     | 1–1 (pr.) | Bèlgica                                              |
| ------------------------------------------- | --------- | ---------------------------------------------------- |
| Señor 85'                                   | Informe   | Ceulemans 35'                                        |
| Tanda de penals                             |           |                                                      |
| Señor · Eloy · Chendo · Butragueño · Víctor | 4–5       | Claesen · Scifo · Broos · Vervoort · L. Van Der Elst |

#### Semifinals
| Argentina         | 2–0     | Bèlgica |
| ----------------- | ------- | ------- |
| Maradona 51', 63' | Informe |         |

#### Partit pel tercer lloc
| Bèlgica                     | 2–4 (pr.) | França                                                     |
| --------------------------- | --------- | ---------------------------------------------------------- |
| Ceulemans 11' · Claesen 73' | Informe   | Ferreri 27' · Papin 43' · Genghini 104' · Amorós 111' (p.) |

## Rússia 2018

### Primera fase: Grup G
| Pos | Equip      | PJ | PG | PE | PP | GF | GC | DG | Pts | Classificació        |
| --- | ---------- | -- | -- | -- | -- | -- | -- | -- | --- | -------------------- |
| 1   | Bèlgica    | 3  | 3  | 0  | 0  | 9  | 2  | +7 | 9   | Avança a segona fase |
| 2   | Anglaterra | 3  | 2  | 0  | 1  | 8  | 3  | +5 | 6   | Avança a segona fase |
| 3   | Tunísia    | 3  | 1  | 0  | 2  | 5  | 8  | −3 | 3   |                      |
| 4   | Panamà     | 3  | 0  | 0  | 3  | 2  | 11 | −9 | 0   |                      |

| Bèlgica                       | 3–0     | Panamà |
| ----------------------------- | ------- | ------ |
| Mertens 47' · Lukaku 69', 75' | Informe |        |

| Bèlgica                                                    | 5–2     | Tunísia                  |
| ---------------------------------------------------------- | ------- | ------------------------ |
| E. Hazard 6' (p.), 51' · Lukaku 16', 45+3' · Batshuayi 90' | Informe | Bronn 18' · Khazri 90+3' |

| Anglaterra | 0–1     | Bèlgica     |
| ---------- | ------- | ----------- |
|            | Informe | Januzaj 51' |

### Segona fase

#### Vuitens de final
| Bèlgica                                      | 3–2     | Japó                     |
| -------------------------------------------- | ------- | ------------------------ |
| Vertonghen 69' · Fellaini 74' · Chadli 90+4' | Informe | Haraguchi 48' · Inui 52' |

#### Quarts de final
| Brasil             | 1–2     | Bèlgica                                |
| ------------------ | ------- | -------------------------------------- |
| Renato Augusto 78' | Informe | Fernandinho 13' (p.p.) · De Bruyne 31' |

#### Semifinals
| França     | 1–0     | Bèlgica |
| ---------- | ------- | ------- |
| Umtiti 51' | Informe |         |

#### Partit pel tercer lloc
| Bèlgica                    | 2–0     | Anglaterra |
| -------------------------- | ------- | ---------- |
| Meunier 4' · E. Hazard 82' | Informe |            |